# Kernberge (Ortsteil)

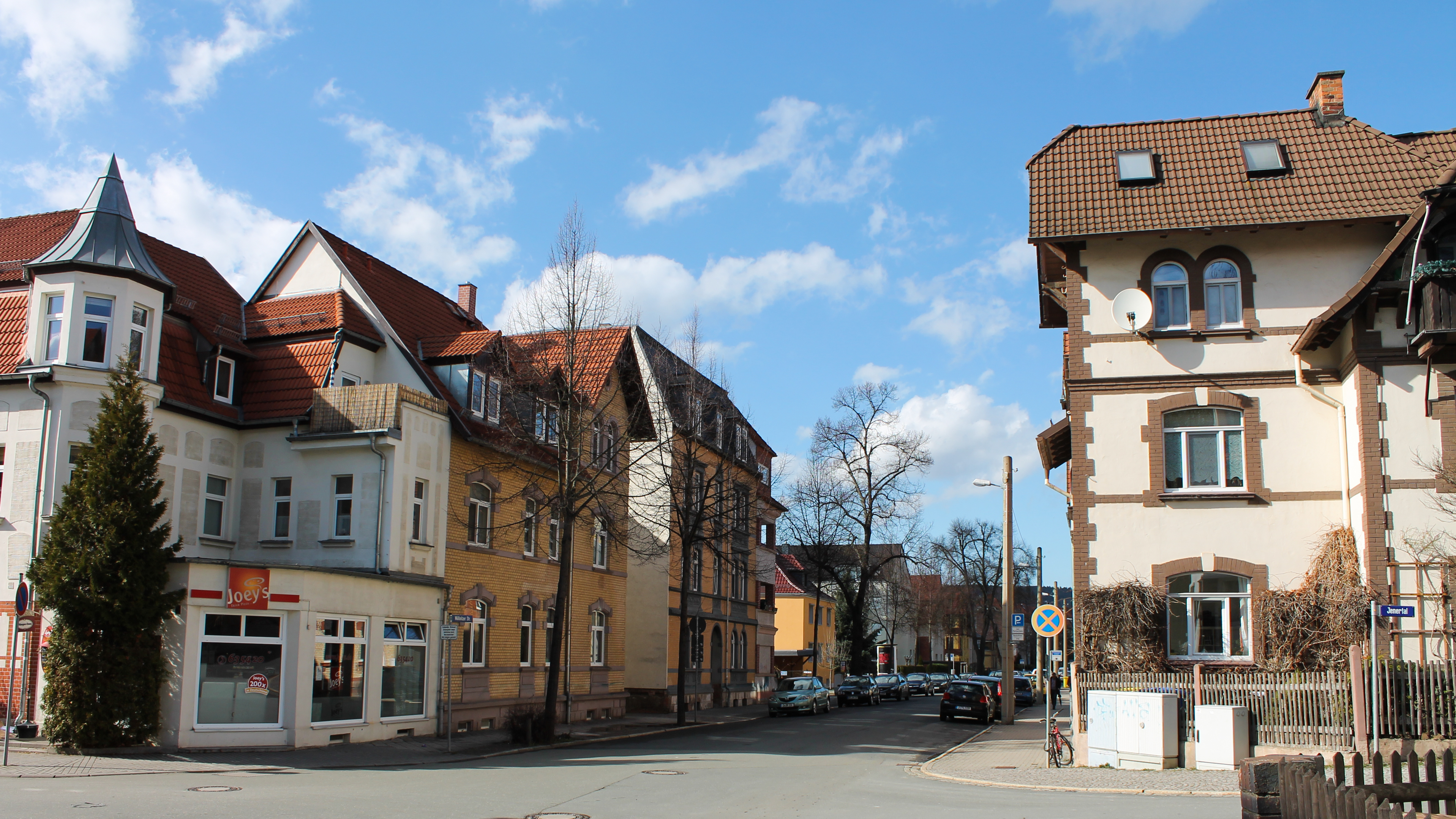
Straßenansicht

Kernberge ist der Stadtteil Jenas, der nach dem Muschelkalkzug Kernberge mit seinem markanten Felsen im Südosten des Stadtzentrums benannt ist.

## Geografie
Kernberge ist 3,14 km² groß und grenzt im Norden an den Stadtteil Jena-Zentrum und Wenigenjena, im Westen an Jena-Süd, im Süden an Wöllnitz und im Osten an Ziegenhain.
Die Saale ist die natürliche Grenze zu Jena-Zentrum und Jena-Süd. An der Saale, zu Kernberge gehörig, liegt der nördliche Teil der Oberaue, die vom bebauten Kernberge durch die Bundesstraße 88 getrennt ist.

## Gebäude und Einrichtungen
Im Stadtteil „Kernberge“ befinden sich das Ernst-Abbe-Sportfeld, die Jenaplan-Schule Talschule, das Sportgymnasium Johann Christoph Friedrich GutsMuths („Muskelkirche“) sowie die Agentur für Arbeit. Die Heimstätten-Siedlung, erbaut vom Architekturbüro Schreiter & Schlag, befindet sich ebenfalls in diesem Stadtteil.

## Verkehr
Durch Kernberge führen die Straßenbahnlinien 1, 4 und 5, die Stadtbuslinie 16 sowie Überlandbusse.
Durch Kernberge führt die  Bundesstraße 88.